# Olympische Sommerspiele 1968/Leichtathletik – 20 km Gehen (Männer)
Das 20-km-Gehen der Männer bei den Olympischen Spielen 1968 in Mexiko-Stadt wurde am 14. Oktober 1968 ausgetragen. Es nahmen 34 Athleten teil. Start und Ziel war das Estadio Olímpico Universitario.
Olympiasieger wurde Wolodymyr Holubnytschyj aus der Sowjetunion. Er gewann vor dem Mexikaner José Pedraza und dem Sowjet-Geher Mykola Smaha.
Während Julius Müller aus der Bundesrepublik Deutschland – offiziell Deutschland – disqualifiziert wurde, konnten sich alle drei Starter der DDR – offiziell Ostdeutschland – platzieren. Gerhard Sperling wurde Fünfter, Hans-Georg Reimann Siebter und Peter Frenkel Zehnter. Auch der Schweizer René Pfister erreichte das Ziel und belegte Rang 23.

Geher aus Österreich und Liechtenstein nahmen nicht teil.

## Bestehende Bestleistungen / Rekorde
Weltrekorde wurden im Straßengehen wegen der unterschiedlichen Streckenbeschaffenheiten nicht geführt.
| Weltbestleistung   | 1:25:22 h   | Gennadi Agapow ( Sowjetunion)  | Leningrad, Sowjetunion (heute Russland) | 21. Juli 1968    |
| Olympischer Rekord | 1:29:34,0 h | Ken Matthews ( Großbritannien) | OS Tokio, Japan                         | 15. Oktober 1964 |

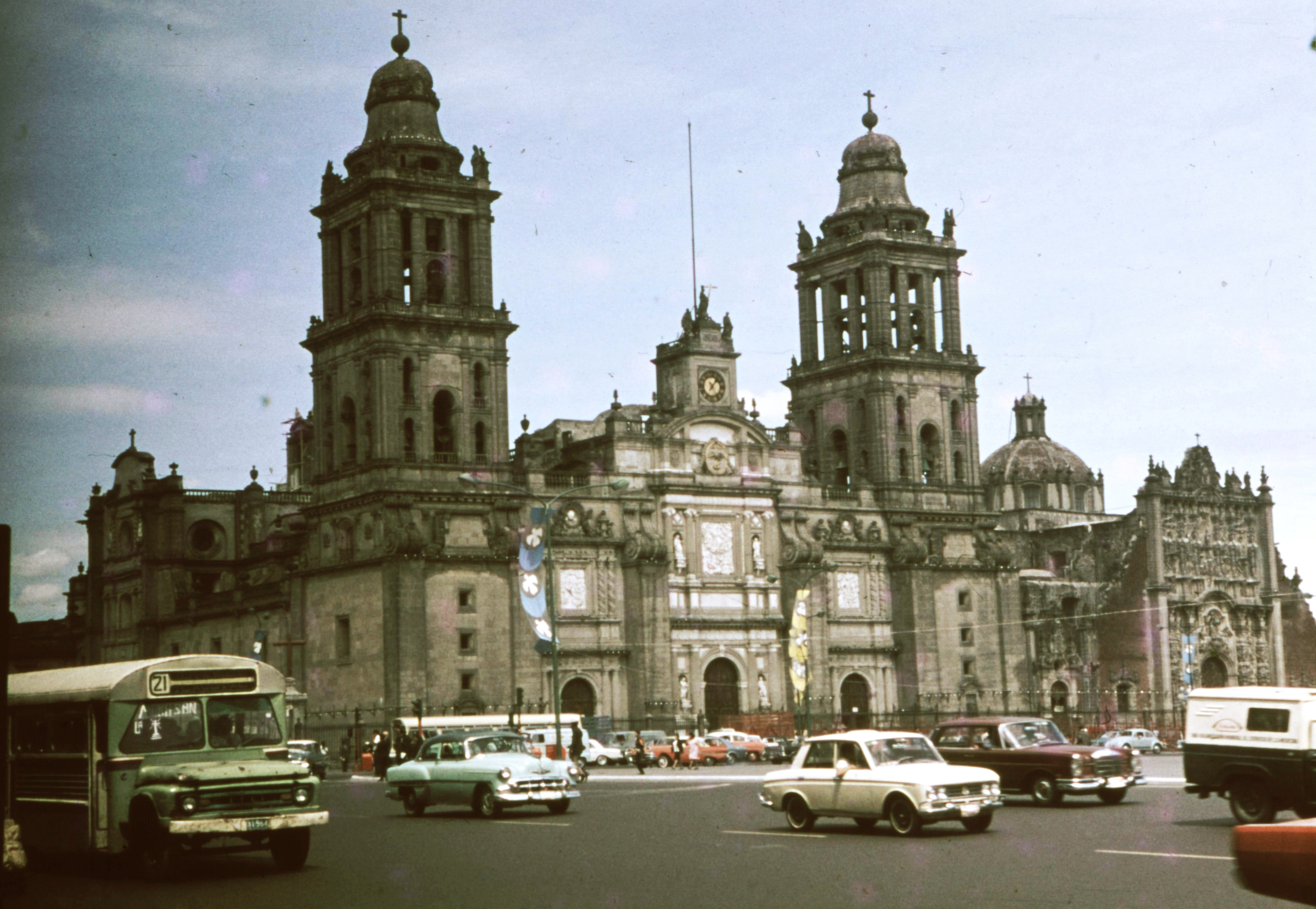
Die Kathedrale von Mexiko-Stadt am Platz der Verfassung im Jahr 1968

Der bestehende olympische Rekord wurde bei diesen Spielen nicht erreicht. Die Höhenlage in Mexiko-Stadt verhinderte im Straßengehen wie auf den Langstrecken schnellere Zeiten. Der sowjetische Olympiasieger Wolodymyr Holubnytschyj verfehlte den Olympiarekord um 4:24,4 min. Zum Weltrekord fehlten ihm 8:36,4 min.

## Durchführung des Wettbewerbs
Die Athleten traten am 14. Oktober um 16:50 Uhr (UTC −6) zum Wettkampf an. Es fanden keine Qualifikationsrunden statt.

## Ergebnis

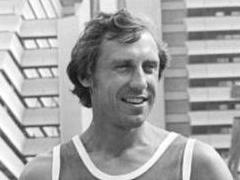
Hans-Georg Reimann belegte Rang sieben

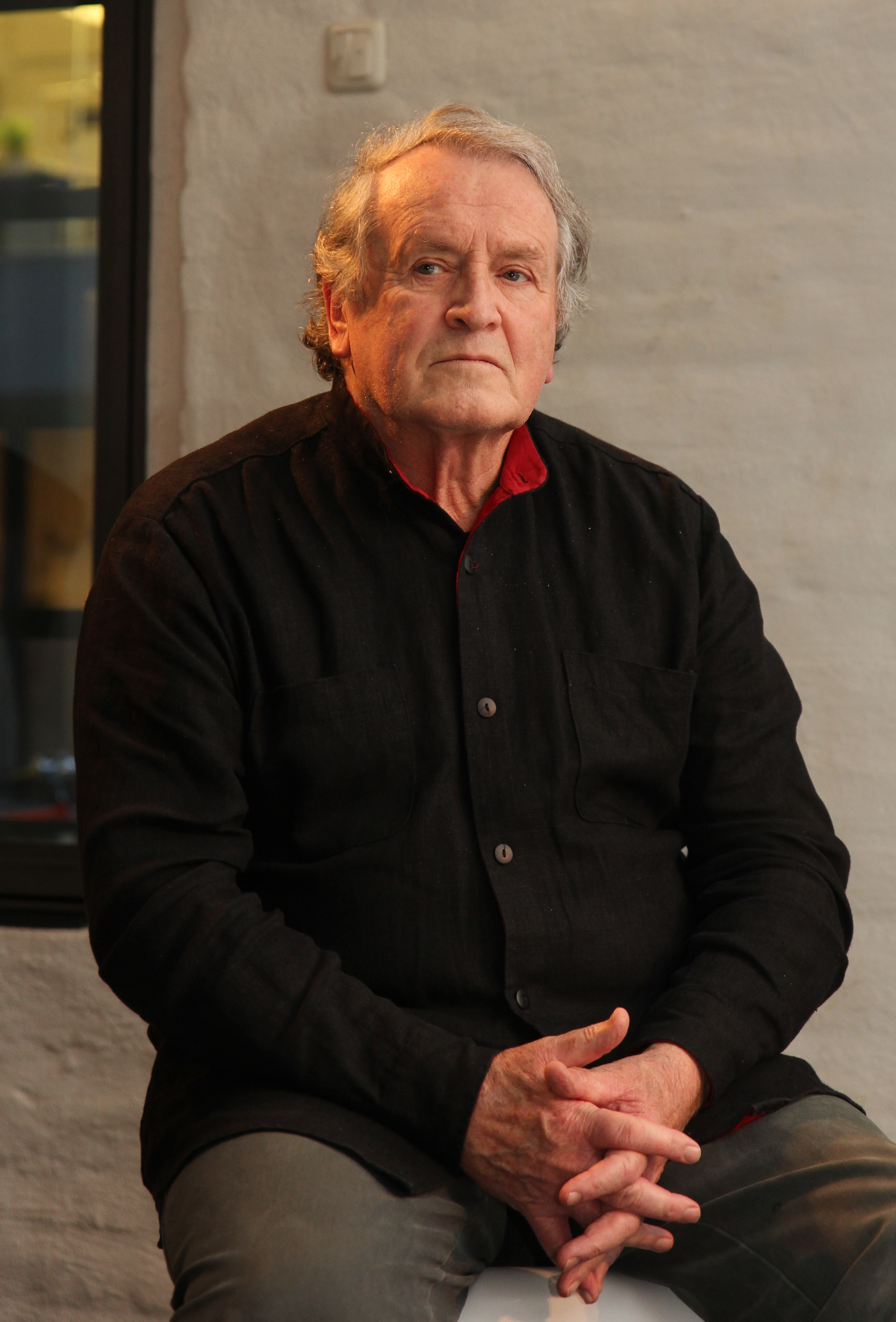
Peter Frenkel bei einer Buchpräsentation im Jahr 2018 – Platz zehn

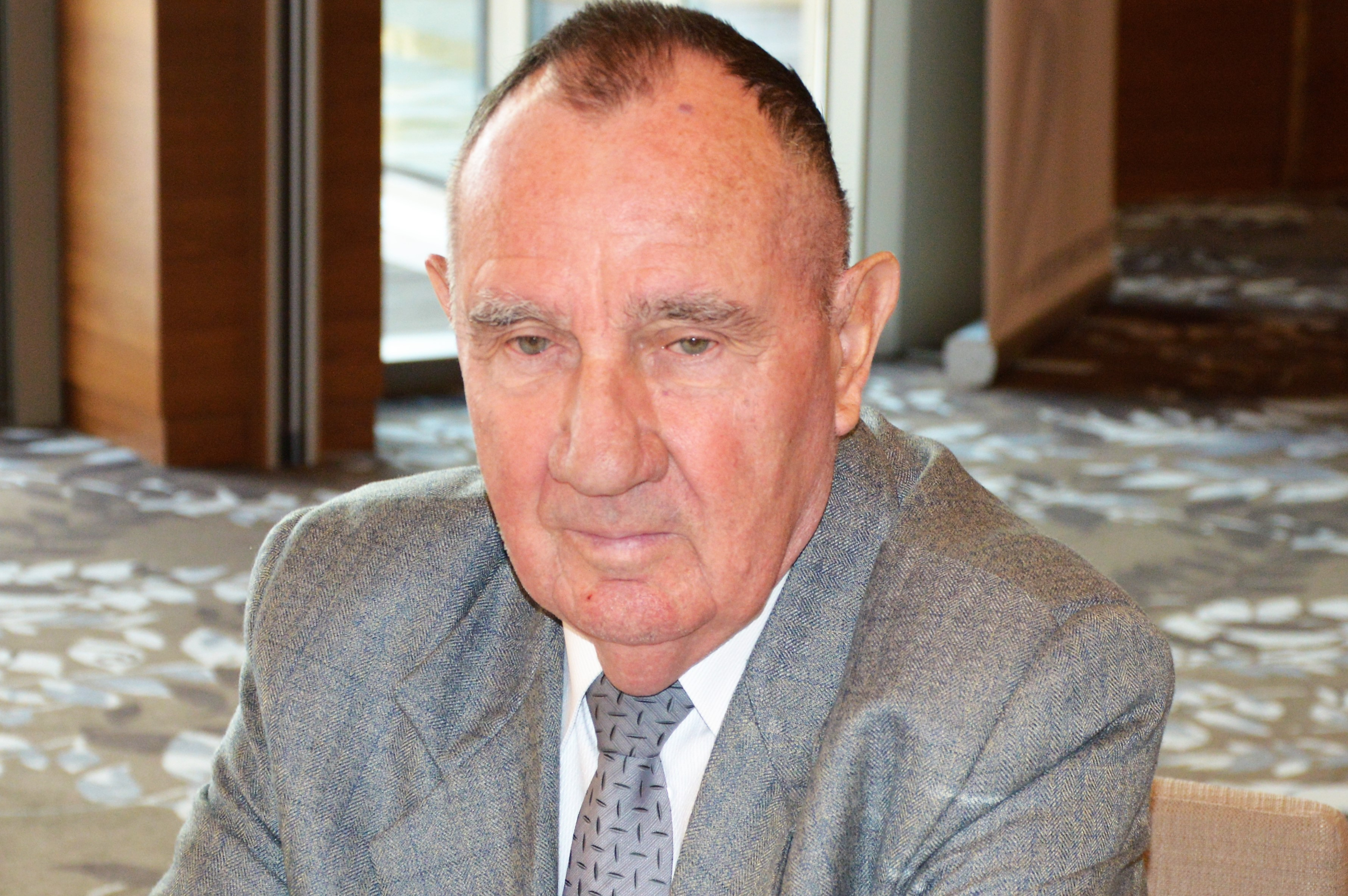
Antal Kiss (hier im Jahr 2013, bei den Spielen 1964 auf Rang 21) war wieder dabei und wurde Vierzehnter – drei Tage später im 50-km-Gehen mit Silber dekoriert

Datum: 14. Oktober 1968, 16:50 Uhr
| Platz | Name                    | Nation         | Zeit [h]  |
| ----- | ----------------------- | -------------- | --------- |
| 1     | Wolodymyr Holubnytschyj | Sowjetunion    | 1:33:58,4 |
| 2     | José Pedraza            | Mexiko         | 1:34:00,0 |
| 3     | Mykola Smaha            | Sowjetunion    | 1:34:03,4 |
| 4     | Rudy Haluza             | USA            | 1:35:00,2 |
| 5     | Gerhard Sperling        | DDR            | 1:35:27,2 |
| 6     | Otto Bartsch            | Sowjetunion    | 1:36:16,8 |
| 7     | Hans-Georg Reimann      | DDR            | 1:36:31,4 |
| 8     | Stefan Ingvarsson       | Schweden       | 1:36:43,4 |
| 9     | Leonida Caraiosifoglu   | Rumänien       | 1:37:07,6 |
| 10    | Peter Frenkel           | DDR            | 1:37:20,8 |
| 11    | Arthur Jones            | Großbritannien | 1:37:32   |
| 12    | Pasquale Busca          | Italien        | 1:37:32   |
| 13    | José Oliveros           | Mexiko         | 1:38:17   |
| 14    | Antal Kiss              | Ungarn         | 1:38:24   |
| 15    | Stig Lindberg           | Schweden       | 1:40:03   |
| 16    | Frank Clark             | Australien     | 1:40:06   |
| 17    | Tom Dooley              | USA            | 1:40:08   |
| 18    | Karl-Heinz Merschenz    | Kanada         | 1:40:11   |
| 19    | Charles Sowa            | Luxemburg      | 1:40:17   |
| 20    | Eladio Campos           | Mexiko         | 1:41:52   |
| 21    | Örjan Andersson         | Schweden       | 1:41:58   |
| 22    | John Webb               | Großbritannien | 1:42:51   |
| 23    | René Pfister            | Schweiz        | 1:43:36   |
| 24    | Bob Hughes              | Großbritannien | 1:43:50   |
| 25    | Ron Laird               | USA            | 1:44:38   |
| 26    | Mieczysław Rutyna       | Polen          | 1:47:29   |
| 27    | Euclides Calzado        | Kuba           | 1:49:27   |
| 28    | Julio Ortíz             | Guatemala      | 1:54:48   |
| 29    | Roberto Castellanos     | El Salvador    | 1:58:48   |
| DNF   | Felix Cappella          | Kanada         |           |
| DNF   | Kazuo Saitō             | Japan          |           |
| DNF   | José Esteban Valle      | Nicaragua      |           |
| DNF   | Carlos Vanegas          | Nicaragua      |           |
| DSQ   | Julius Müller           | BR Deutschland |           |

| Zwischenzeiten      | Zwischenzeiten | Zwischenzeiten                                     | Zwischenzeiten |
| Zwischenzeit- Marke | Zwischenzeit   | Führende(r)                                        | 5-km-Zeit      |
| ------------------- | -------------- | -------------------------------------------------- | -------------- |
| 5 km                | 23:11 min      | Rudy Haluza, Mykola Smaha, Wolodymyr Holubnytschyj | 23:11 min      |
| 10 km               | 46:54 min      | Mykola Smaha, Wolodymyr Holubnytschyj              | 23:43 min      |
| 15 km               | 1:10:19 h00    | Wolodymyr Holubnytschyj, Mykola Smaha              | 23:25 min      |
| 20 km               | 1:33:59 h00    | Wolodymyr Holubnytschyj                            | 23:40 min      |

Der Wettbewerb war von stetigen Führungswechseln geprägt. Bei Kilometer fünf führte der US-Geher Rudy Haluza knapp vor Mykola Smaha und Wolodymyr Holubnytschyj. Auch der Ostdeutsche Hans-Georg Reimann, nur eine Sekunde zurück, hatte Tuchfühlung zur Spitze. Bei Kilometer zehn führten Smaha und Holubnytschyj das Feld an, es folgte Haluza mit knapp zwölf Sekunden Rückstand. Fast sieben Sekunden dahinter lag Lokalmatador José Pedraza knapp vor dem DDR-Geher Gerhard Sperling. Smaha und Holubnytschyj lagen auch bei Kilometer fünfzehn gleichauf an der Spitze. Ihr Vorsprung auf den Verfolger Haluza betrug 21 Sekunden, weitere zwölf Sekunden dahinter folgte Pedraza.
Trotz dieser Rückstände wurde es bei der Ankunft im Stadion spannend. Holubnytschyj hatte sich ein wenig von Smaha absetzen können. Pedraza lag dreißig Meter hinter Smaha. Unterstützt von fast 80.000 Fans konnte der Mexikaner den sowjetischen Geher Smaha auf der letzten Runde noch abfangen. Holubnytschyj war nun in erreichbarer Nähe für Pedraza, der allerdings fast schon rannte und sich nicht mehr den Regeln für das leichtathletische Gehen entsprechend vorwärts bewegte. Holubnytschyj konnte den Sieg über die Ziellinie retten. Es blieb jedoch ein fader Beigeschmack, denn dem offiziell Viertplatzierten Rudy Haluza wurde durch die vom Kampfgericht versäumte Disqualifikation Pedrazas die Bronzemedaille genommen. Es war die engste Entscheidung in dieser Disziplin seit ihrer ersten Austragung 1956, alle drei Medaillengewinner kamen innerhalb von nur fünf Sekunden ins Ziel. Der olympische Rekord blieb unberührt, was angesichts der Höhenlage so zu erwarten war.
Wolodymyr Holubnytschyj gewann seine dritte Medaille Folge in dieser Disziplin. 1960 in Rom war er Olympiasieger geworden, 1964 in Tokio hatte er die Bronzemedaille gewonnen.

José Pedraza errang die erste mexikanische Medaille in dieser Disziplin. Es war zugleich die einzige Leichtathletik-Medaille der Gastgebernation.

## Videolinks
- 68 Olympic 20km Walk, youtube.com, abgerufen am 7. November 2017
- Mexico Olympics – 1968, Movietone Moments, 18 Oct 19, Bereich: 1:30 min bis 2:02 min /  youtube.com, abgerufen am 19. September 2021